# 磯貝清明
磯貝 清明（いそがい きよあき、1977年 - ）は、日本の実業家、投資家。一時はヒルズ族にまで上り詰めたが、サブプライムローン危機により没落した。個人投資家向けの投資教育プロジェクトにも参画。

## 来歴

### 投資家となるまで
埼玉県でスクラップ事業を営む家庭に生まれる。家業を立派な仕事だと思い、いずれは後を継ぐつもりでいた。地元の高校から専門学校に進学し、収入は父親がくれるわずかなバイト料であり、遊びたい盛りであった当時はもっと金が欲しいと思っていた。当時に出会ったタイプの女性には既にキャバクラのボーイの彼氏がいることを知り、女にもてることを目的としてキャバクラのボーイとなる。昼間は実家で働き、夜はキャバクラで働くという掛け持ちであった。キャバクラではコミュニケーション能力を駆使し、人に応じた接し方や人を見抜く力を身に着ける。そんな時に父が癌となり治療に専念することとなり家業はバイト感覚ではできなくなる。結局父親は死亡し正式に家業を継ぎ、キャバクラの仕事は続けられなくなる。

### 投資家時代
投資家へのきっかけとなったのは、父親の死亡後に父親の死亡保険金も含む1500万円を商品先物取引で失い、真面目に働こうと思った時である。この時に営業マンからFXを勧められて疑いながらも初めてみたところから、大儲けをするようになっていった。
2004年に100万円の口座から始めた資金が3か月後には3倍となり、本業での儲けもFXにも投入して2005年には1億円を突破した。2007年には10億円を突破し、この時に住居を埼玉県から六本木ヒルズに移した。
六本木ヒルズでは家賃月に80万円の部屋に住み、六本木ヒルズクラブに入会し、FXを通じて知り合った仲間を呼んでパーティーをするなど年間に2000万円は使っていた。愛車はランボルギーニ・ムルシエラゴとランボルギーニ・ガヤルドの2台で合計約3500万円。
当時の本人の目標は1兆円であり、まだまだ続ける予定であった。だが後に発生したサブプライムローン危機により資金は減少し、自らの必勝法則は潰れた。これについて本人は「銀行の定期預金に預けていればそこそこの生活が続けられただろうけど、FXと出会えたからこそいろいろな体験ができた」と語る。
資金が10億円のピークに達した数日後に一晩で4億円が減って、それにサブプライムローン危機が追い打ちをかけて3000万円にまで減少した。2008年10月9日には東京国税庁査察部の係官が突然調査にやってきて強制捜査に入り、4億5000万円の所得を隠し、所得税1億6000万円を免れたと告発される。ここから六本木ヒルズの住居を引き払い家業の2畳ほどのスペースに住み、六本木ヒルズクラブは会員資格停止となる。
2010年3月31日、さいたま地方裁判所より懲役1年6か月、執行猶予3年、罰金3500万円の有罪判決を受ける。国税庁からは所得税1億6000万円、重加算税6000万円、年14.6%の所得税の延滞料を求められることとなる。延滞料は日に5万円加算され、本人は本業で稼いで返していくとした。

### 結婚と結婚生活
配偶者は藤井こころという名義で活動するファッションモデル。2006年のミス・インターナショナルジャパンのファイナリストに選ばれたという人物である。出会いは友人が六本木で開いた食事会であり、そこからセレブのようなデートを重ねていく。出会いから2週間で結婚を前提として付き合うこととなる。
だがその時には財産を失い実家の工場で住むこととなっていた。ヒルズ族だと思い付き合っていた嫁は騙されたと思ったものの、その3か月後には結婚することとなった。それは嫁の父が会社経営者であったが会社が傾き、どん底の生活となったところが彼と重なったからである。そしてどん底まで行った人間は強いことを見ており、彼を支えていこうと思ったからである。
新婚生活から貧しかったものの家業は軌道に乗り、遅ればせながら結婚式を行い、子供を授かったことを機に家賃月15万円の住居に引っ越す。2017年には1億6000万円あった借金が2800万円にまで減る。この夫婦生活は2017年8月7日に放送された結婚したら人生劇変!○○の妻たちで紹介された。
2017年11月9日に放送のリトルトーキョーライフに夫婦で出演し、番組では磯貝清明の人生の特集が組まれる。借金を抱えると友人は消えたものの、妻はそんなどん底時代を支えてくれたと紹介。番組時点では月に最低でも100万円の借金を返済できており、翌年には借金を全額返済できる見通しであった。番組内で磯貝清明は「愛は借金をこえる！！」という言葉を贈り、嫁に感謝した。

## テレビ出演
- 全力! 銭ナール（2012年3月8日）[7]
- 全力! 銭ナール（2012年4月5日）[7]
- Nスタ（2012年7月6日）[7]
- ありえへん∞世界（2012年11月27日）[7]
- ダウンタウンなう（2015年6月5日）[7]
- 新報道2001（2016年5月15日）[7]
- 結婚したら人生劇変!○○の妻たち（2017年8月7日）[7]
- リトルトーキョーライフ（2017年11月9日）[7]

## 著書
- 突然マルサがやって来た!~FXで10億円稼いだ元ヒルズ族社長の絶頂と貧民転落~